# شارلین لبونته
شارلین لبونته (فرانسوی: Charline Labonté‎؛ زادهٔ ۱۵ اکتبر ۱۹۸۲) بازیکن هاکی روی یخ اهل کانادا است.